# ハローズ玉島店
ハローズ玉島店（ハローズたましまてん）は、株式会社ハローズが運営する、岡山県倉敷市玉島にあるショッピングセンター、スーパーマーケット。ショッピングセンターとしての名称は「ハローズ玉島モール」。
なお本項では、かつてこの地に所在した「ショッピングセンターパオ」と、そこに入居していた新倉敷サティ（元ニチイ新倉敷店）および「専門店街パオ」、サティと専門店街パオの閉店後に居抜き出店した「スーパーセンター トライアル倉敷店」についても記述する。

## ショッピングセンターパオ

### 岡山県を代表するショッピングセンターとして
1979年3月、地元主導型の「ショッピングセンターパオ」として開店。「専門店街パオ」と新倉敷サティ（旧ニチイ新倉敷店）で構成され、主なテナントとして、アパレルショップ「スズタン」、CDショップ「エステム」、ファンシー雑貨店「りょうごく」、飲食店テナントは「赤い風船」、「クローバー」、「ドムドムハンバーガー」、「ミスタードーナツ」、「サーティワンアイスクリーム」などが出店していた。最盛期の年商は100億円以上あり、ジャッキー・チェンほか多くの芸能人イベントを開催するなど、岡山県を代表するショッピングセンターであった。

### サティ閉店とボートピア計画頓挫
しかし1990年代にはイオン倉敷ショッピングセンターなど大型モールが相次いで出店したことから業績悪化し、2001年のマイカル経営破綻により、翌2002年7月に核テナントの新倉敷サティが閉店した。サティ閉店後は「専門店街パオ」の一部専門店のみで営業を続けた。
そして「専門店街パオ」を運営する協同組合パオが、後継テナント誘致を進めてきたが成功せず、ビルの84％を所有する岡山市の平田興産が競艇場外発売場（ボートピア）誘致を計画し、地元町内会などに説明を行った。これに対し、ビルの残り部分を所有する協同組合パオは、同年3月の臨時総会で「少しでも地元のプラスになるためのぎりぎりの選択」として計画に同意した。
しかしこの計画に対して地元では反対運動が起き、倉敷市立玉島北中学校PTAでは青少年に悪影響を及ぼすことを懸念し、玉島地区内の小中学校PTAや幼稚園などに協力を求めて反対署名を集め、同年5月末までに倉敷市長と倉敷市議会議長へ提出するとした。この反対署名活動には周辺住民へも賛同の輪が広がり、玉島北中学校区内の小中学校PTA役員や周辺住民が署名を集め、2005年10月12日に玉島商工会議所会頭に反対要望書を提出した。また同年にはトライアルカンパニーが「ショッピングセンターパオ」への出店意向を示したことから、ボートピア誘致計画は中止された。

### トライアル出店と不祥事による閉店
そして同2005年10月には「スーパーセンター トライアル倉敷店」が開店。旧サティの内装と旧売場をそのまま活用し、旧パオ部分も含めて1階のみ使用していた。
だがしかし、2010年4月に「スーパーセンター トライアル倉敷店」店内で、店長・従業員・契約警備員による恐喝事件が発生。事件を起こした店長らは逮捕され、同様に店長らが店内で起こした別の恐喝事件2件で再逮捕。店長らは警察の調べに対し「本社の指示でやった」と供述したことから、岡山県警がトライアルカンパニー本社などの関係先を家宅捜索するという騒動となった。この事件により「スーパーセンター トライアル倉敷店」は、翌月の2020年5月17日をもって閉店した。
恐喝事件によるトライアルの閉店後、ビルのほとんどは空き店舗となり、ビルの老朽化も著しいことから、建物は解体され、跡地に株式会社ハローズが「ハローズ玉島店」を建設した。

## ハローズ玉島店

### テナント
- ハローズ - 核店舗。スーパーマーケット、2021年10月14日オープン。
  - イーネットATM - 店内ATM、2021年10月14日オープン。
  - Uクリーナーチェーン - クリーニング店、2022年3月18日オープン。
- ザグザグ - ドラッグストア、2021年10月23日オープン。
- セリア - 100円ショップ、2021年10月20日オープン。
- 9ROUND - フィットネスクラブ、2022年2月22日オープン。
- ヘアーサロンベスト - 美容院、2022年2月16日オープン。
- ほけんの110番 - 保険代理店、2022年1月26日オープン。
- ベスト個別 - 個別指導塾、2022年2月22日オープン。
- シャトレーゼ - 洋菓子店、2022年7月22日オープン。
- ずんどう屋 - 飲食店、2023年4月18日オープン。
- すき家 - 飲食店、2023年6月15日オープン。
- ケンタッキーフライドチキン - 飲食店、2024年4月26日オープン。
- ピザハット - 飲食店、2024年4月26日オープン。